# Tlen Huicani
Tlen-Huicani es un grupo de música folclórica de Xalapa-Enríquez, Veracruz, formado en el año de 1973.

## Etimología
Tlen-Huicani es un vocablo náhuatl que significa "Los Cantores".

## Historia
Desde su fundación en 1973, se han dedicado a rescatar y difundir el patrimonio musical del pueblo veracruzano, así como a investigar y ejecutar tanto las manifestaciones musicales tradicionales —ya casi olvidadas— como las de nueva creación, conservando en todo momento su versión original. Su primera presentación la realizó el 12 de septiembre del mismo año.
Tlen-Huicani se ha presentado en los foros más importantes de México, así como también en los principales festivales de folclore de todo el mundo, promoviendo la música de México y, especialmente, la del estado de Veracruz.
El repertorio del grupo se ha enriquecido en las giras realizadas por los diferentes países de centro y Sudamérica, donde sus integrantes han aprendido gran parte de su actual producción musical, asimilando los estilos propios de cada lugar e incorporando las técnicas de los artistas locales. 
Entre sus actividades destacan el apoyo que brinda a diversas compañías de teatro y danza de la Universidad Veracruzana. Tlen-Huicani musicaliza los programas del Ballet Folklórico de la Universidad Veracruzana, con el cual han recorrido gran parte del continente americano, europeo y algunos países asiáticos como China y Japón.
Asimismo, participa en los más importantes festivales folklóricos internacionales que se desarrollan en Alemania, Estados Unidos, Francia, Bélgica, Holanda, Suiza, Inglaterra, Italia, España, Haití, Panamá, Paraguay, Cuba, Venezuela, Japón y Austria.
En el año 2010 se presentó junto al Ballet Folklórico de la Universidad Veracruzana, su división Tlen-Huicani Maderas y varios arpistas veracruzanos y puertorriqueños clausurando los XXI Juegos Centroamericanos y del Caribe con sede en Puerto Rico.